# Place Ousmane-Sow
La place Ousmane Sow est une voie située dans le 15e arrondissement de Paris, en France.

## Origine du nom

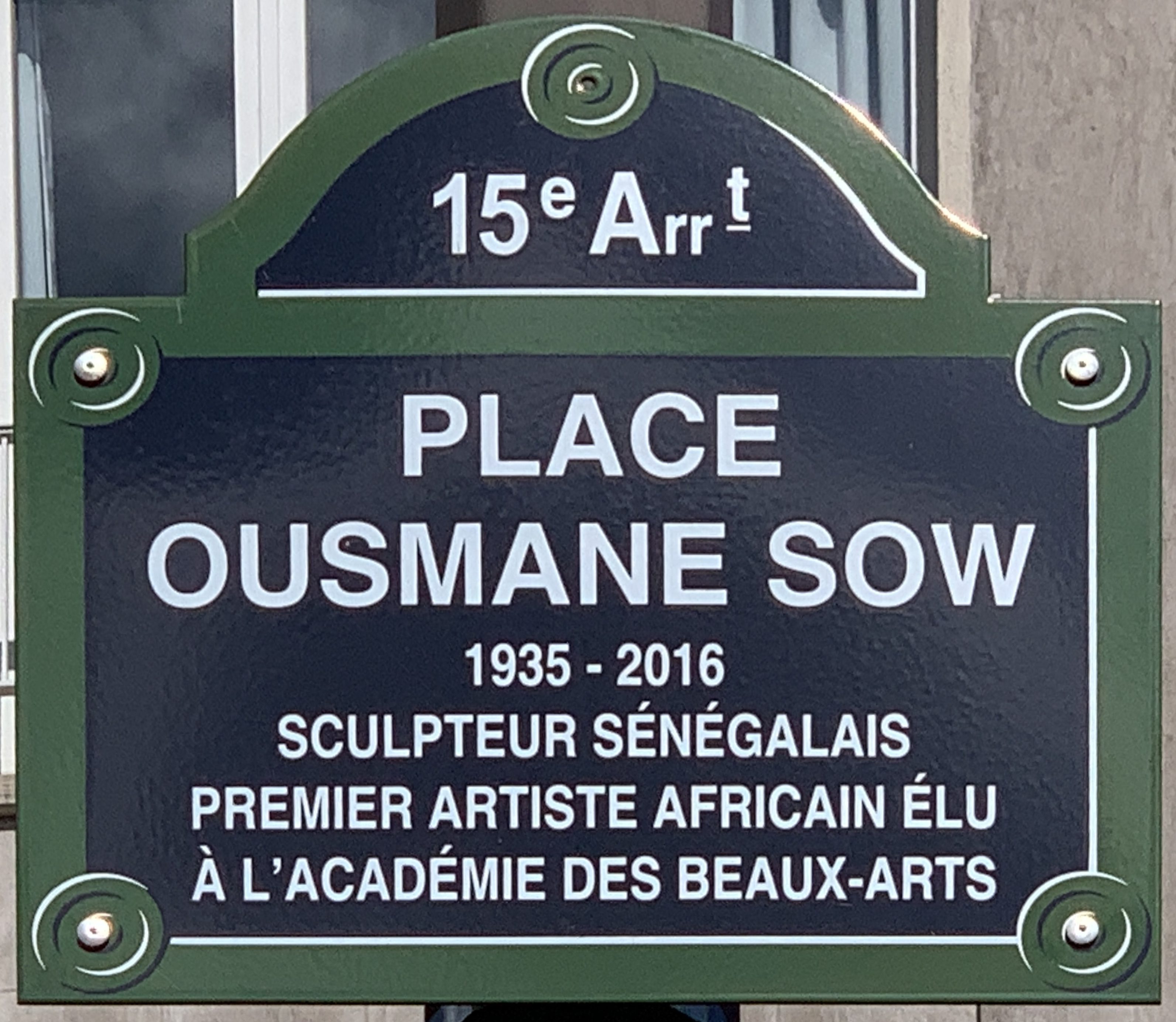
Plaque de la place.

La place est nommée en mémoire de l'artiste sculpteur sénégalais Ousmane Sow (1935-2016).

## Historique
La forme irrégulière de la place est due à l’existence d’une échoppe de cordonnier qui occupait une partie du carrefour lors de la réalisation de celui-ci. Malgré les différentes offres des promoteurs, l’artisan les refusa toutes et les surenchérissait au fur et à mesure. Les entrepreneurs durent renoncer à leur projet d’alignement et de régularité des rues.
L’endroit est resté sans appellation jusqu’à l’inauguration de la place, le 29 juin 2019.